# Stabwerk (Architektur)
In der Architektur ist das Stabwerk das Resultat einer spezifischen Bauweise, in der Stäbe involviert sind, und bildet eine „Struktur“ des Bauens. Nicht selten übernimmt es auch eine Funktion des mechanischen Tragens oder Stützens. Ein Stabwerk kann aus Druck- und Zugelementen bestehen und etwa durch Zugseile ergänzt sein. Zugseile bilden jedoch eher eine Ausnahme.

## Stabwerke aus Stein oder Beton

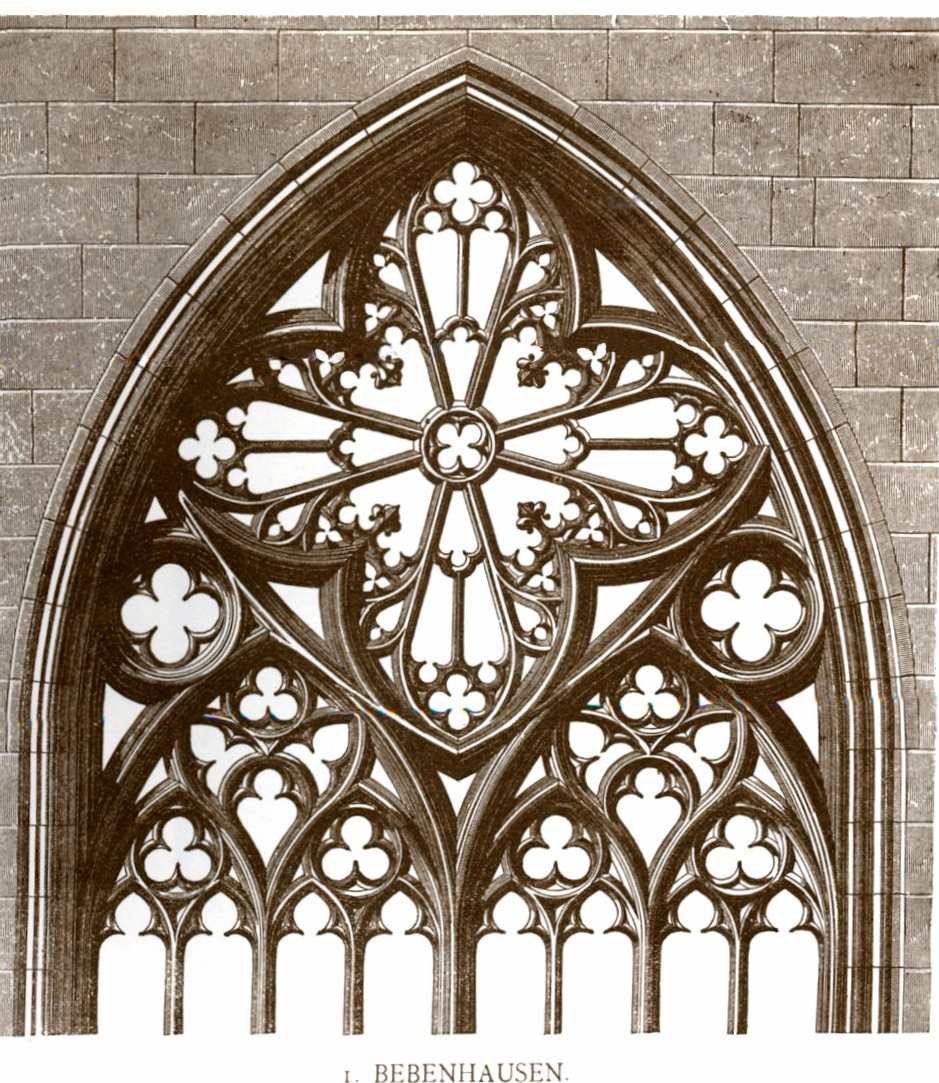
Maßwerk im Kloster Bebenhausen, die senkrechten Fenster-Streben unterhalb des Maßwerks sind das Stabwerk.

Neben Schichten (z. B. Mauerwerke) und Gießen (z. B. mit Beton) sind im Stabwerk alle Baustrukturen enthalten, bei welchen Stäbe zum Einsatz kommen. Die Stäbe bilden die tragenden Elemente, wobei die Flächen dazwischen nicht tragend sind und der reinen „Verkleidung“ dienen.

### Fenster- und Türrahmungen

#### Gotik und Renaissance
Im Speziellen kann in der Gotik der Begriff „Stabwerk“ die vertikalen Pfosten bezeichnen, die in  Maßwerk-Fenstern die Glasfläche unterhalb des Couronnements gliedern. Nach Lage und Dicke unterscheidet man Hauptstäbe (alte Pfosten) und Nebenstäbe (junge Pfosten). Die Einfassung des Fensters wird dabei dem Stabwerk hinzugezählt, wenngleich an der Einfassung keine in die Tiefe geformte Struktur rückseitig zu den Profilen der Pfosten sich erstrecken muss. Gewöhnliche Wand kann hinter den Profilen solcher berandender Pfosten liegen; und Wand und Profile können ineinander übergehen. Es genügt, dass eine solche Einfassung die Außenkontur des Fensters in der Fensterfrontebene verkörpert.
 Auch die teilweise „umrahmenden“ geraden oder nach einfachen Geometrien geformten „Profilstäbe“ (meist „Pfeiler“ und „Stürze“), wie man sie an Fenstern der Frührenaissance antrifft, werden als kleine „Stabwerke“ aufgefasst.

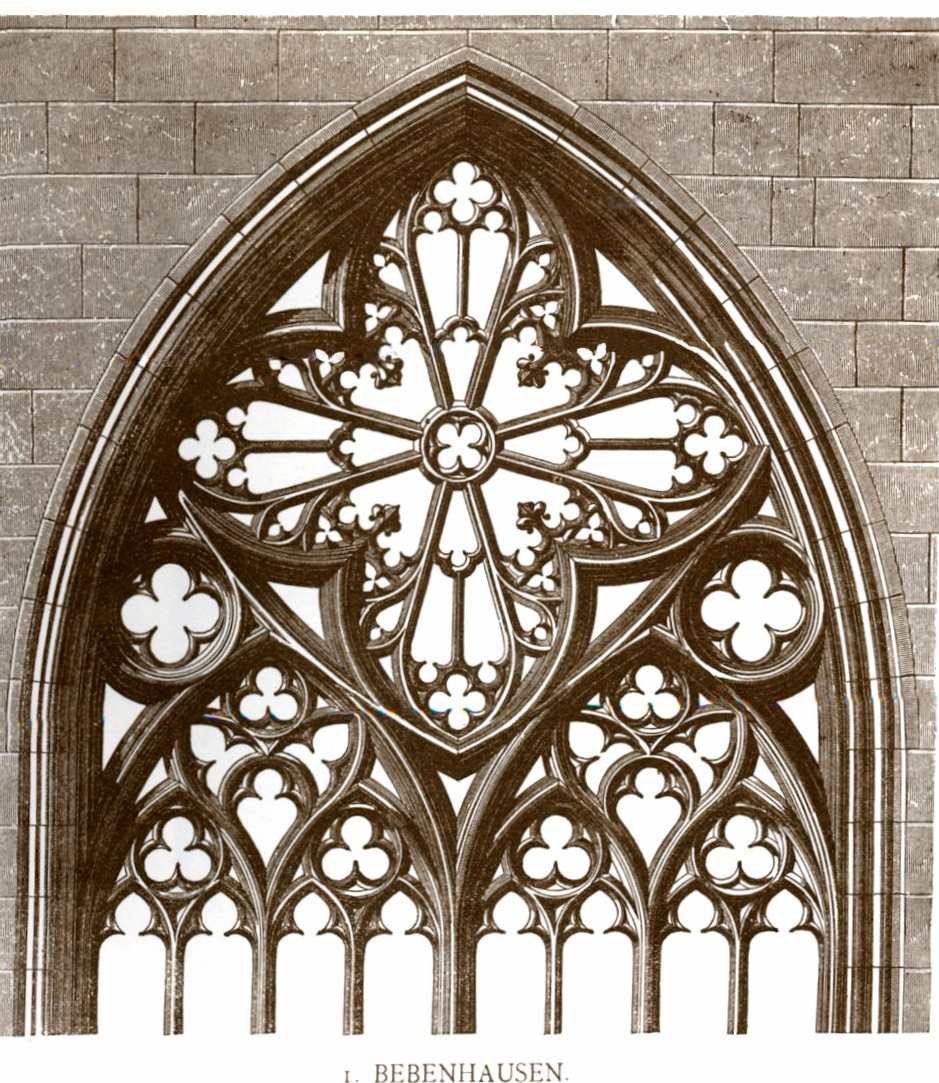
Maßwerk im Kloster Bebenhausen, die senkrechten Fenster-Streben unterhalb des Maßwerks sind das gotische Stabwerk. Auch die das Fenster „einrahmenden“ „Profile“ sind hier Stabwerk
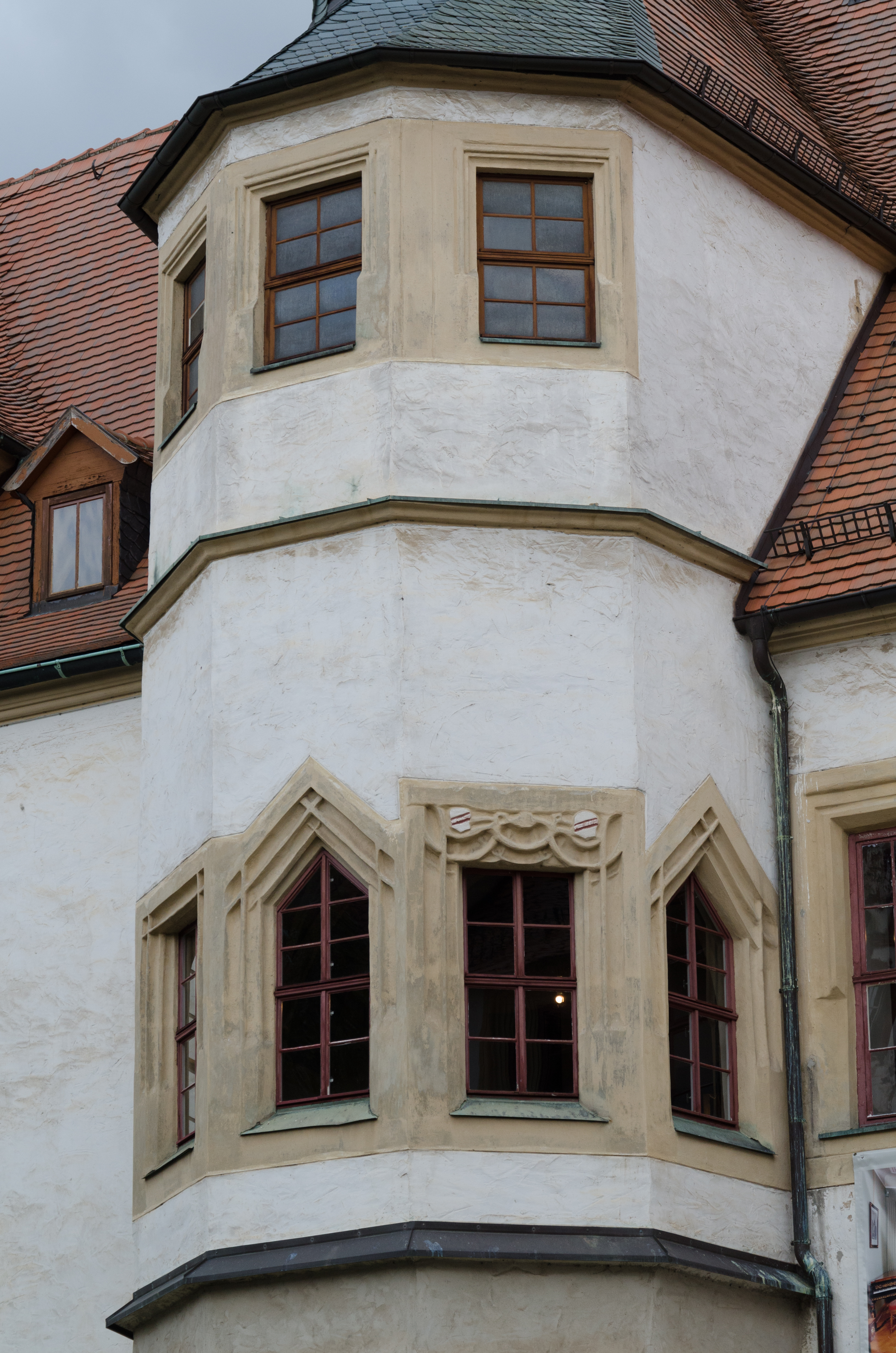
Stabwerkfenster der Frührenaissance um 1527–1534 am Schloss Hinterglauchau, das Renaissance-Stabwerk sind die das Fenster teilweise „umrahmenden“ geraden „Profilstäbe“.
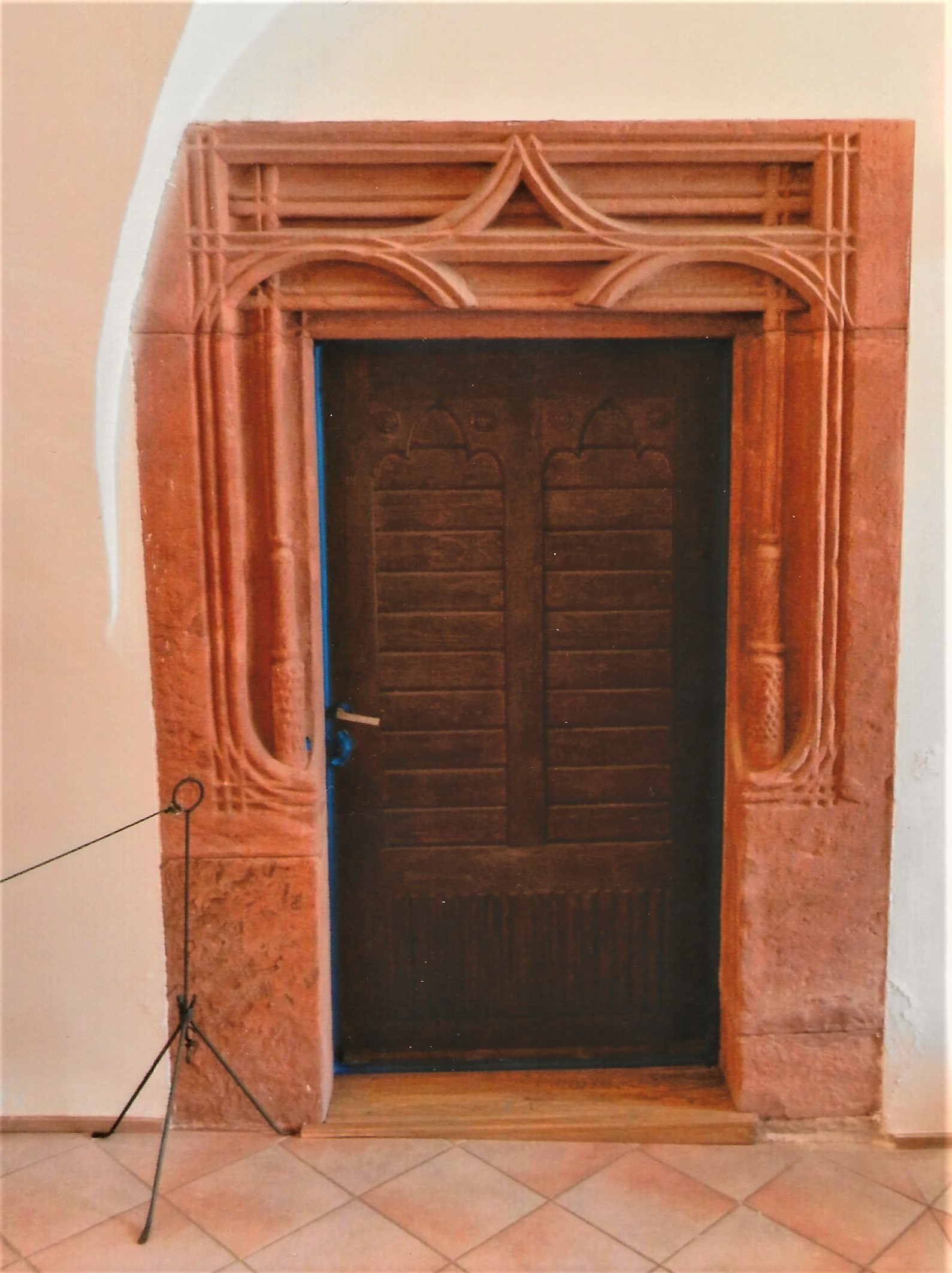
Rathaustür in Hostinné mit spätgotischem Stabwerk, Pilaster mit im Schaft gedrehten und gerauteten Basen

## Stabwerke aus Holz

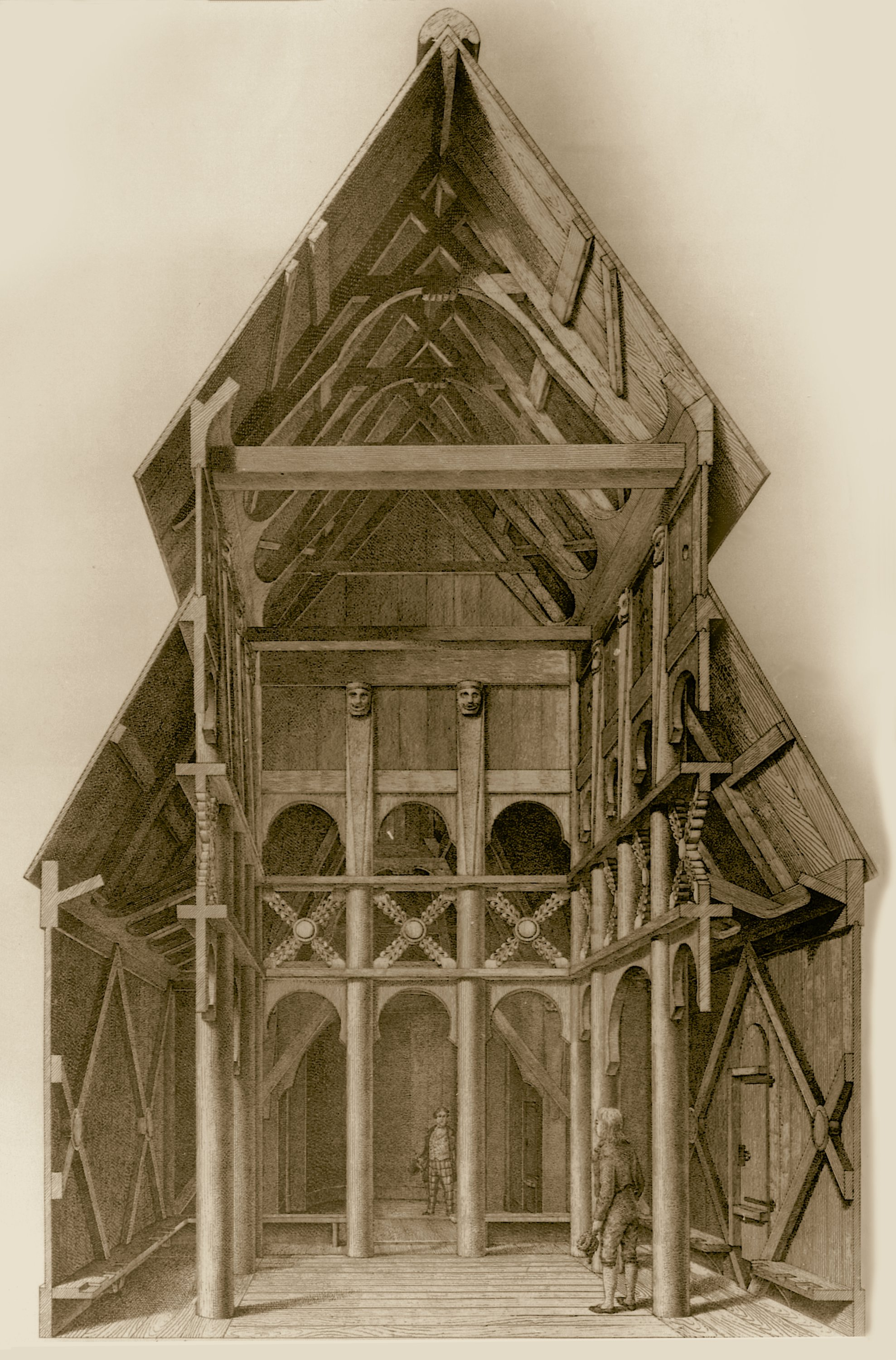
Aufbau der Stabkirche von Borgund/Norwegen (Zentralperspektivischer Partialschnitt: Zeichnung von G. A. Bull)

Besteht das Stabwerk nicht aus Stein oder Beton, sondern aus Holz, etwa im Massivholz-Riegelbau, so sind die Stäbe oft orthogonal angeordnet – mit oder ohne Versatz. Die Stäbe bilden die tragenden Elemente, wobei darauf nicht selten „Platten“ (z. B. Etagendecken) aufliegen können. In der Vertikalen sind die Flächen zwischen den Stabwerksstäben häufig nicht-tragend und dieselben dienen dann oft der reinen „Verkleidung“. Im Riegelbau werden die tragenden Stäbe nicht verputzt oder anderweitig abgedeckt.
In einer anderen, weniger gängigen Bautechnik können die Stäbe in einem einfachen „Fachwerk“ in Dreiecken angeordnet sein, um eine Aussteifung zu erzeugen und nicht seitlich wegzukippen. (Diese Aussteifung kann auch eine steife Platte übernehmen, wobei die derart zustande kommende Struktur dann aus einer Synthese aus Stabwerk- und Plattenbauweise entsteht.)
Die architektonische Wirkung, die von Stabwerken aus Holz ausgeht, ist i. d. R. weniger filigran, dafür wuchtiger, flächiger als bei Stabwerken aus Stein oder Beton.